# 古魯家族：新石代
是一部2020年上映的美國3D電腦動畫冒險喜劇電影，由夢工廠動畫公司製作、環球影業發行。該片為2013年電影《古魯家族》的續集，由喬爾·克勞佛執導，凱文·哈吉曼、丹·哈吉曼、保羅·費雪和鮑伯·羅根共同撰寫劇本。主要配音員包括尼可拉斯·凱吉、艾瑪·史東、萊恩·雷諾斯、彼得·汀克萊傑、萊絲莉·曼恩和凱莉·瑪麗·陳。
《古魯家族：新石代》於2020年11月25日在美國上映，然後在聖誕節發行VOD。

## 劇情
古魯家族自離開洞穴後遇到另一個最大威脅：一個名為郝野人的家族。

## 配音員
| 配音            | 配音     | 配音   | 角色                   |
| 美國            | 台灣     | 香港   | 角色                   |
| --------------- | -------- | ------ | ---------------------- |
| 尼可拉斯·凱吉   | 楊明剛   | 黃志明 | 咕嚕（Grug Crood）     |
| 艾瑪·史東       | 錢欣郁   | 麥紫筠 | 一妹（Eep Crood）      |
| 萊恩·雷諾斯     | 宋昱璁   | 盧富泰 | 阿蓋（Guy）            |
| 彼得·汀克萊傑   | 夏治世   | 高翰文 | 菲爾（Phil Betterman） |
| 萊絲莉·曼恩     | 孟耿如   | 劉惠雲 | 希旺（Hope Betterman） |
| 凱莉·瑪麗·陳    | 黃路梓茵 |        | 棠棠（Dawn Betterman） |
| 凱薩琳·齊勒     | 陳美貞   | 林珊珊 | 娥姐（Ugga Crood）     |
| 克蘿麗絲·利奇曼 |          |        | 可人（Gran）           |
| 克拉克·達克     | 孟慶府   | 林子善 | 坦克（Thunk Crood）    |
| 克里斯·桑德斯   |          |        | 皮帶（Belt）           |

## 製作

### 發展
2013年4月，夢工廠動畫公司宣佈製作《古魯家族》續集，克里斯·桑德斯和科克·德密科回歸執導。2014年6月12日，宣佈續集將於2017年11月3日上映。2014年8月21日，該片延期至2017年12月22日上映。2016年8月23日，據報導《樂高玩電影》和《尖叫旅社》的聯合編劇凱文·哈格曼和丹·哈格曼被聘來重寫劇本。
2016年11月11日，夢工廠宣佈取消製作《古魯家族2》。然而，在2017年9月，夢工廠和環球影業透露該片已重新投入製作，並計劃於2020年9月18日上映，但德密科因執導索尼動畫電影《VIVO金曲歌王》不會回歸續集。2017年10月，喬爾·克勞佛將接替桑德斯成為該片的導演，而馬克·史威夫特將擔任製片人。

### 選角
2013年9月，確認尼可拉斯·凱吉、艾瑪·史東和萊恩·雷諾斯回歸聲演咕嚕（Grug）、一妹（Eep）和阿蓋（Guy）。2015年5月21日，萊絲莉·曼恩和凱特·丹寧絲加盟並聲演希旺·郝野人（Hope Betterman）和棠棠·郝野人（Dawn Betterman），而凱薩琳·齊勒和克拉克·達克回歸聲演娥姐（Ugga）和坦克（Thunk）。2017年9月，確認首集的配音員將回歸聲演各自的角色。2018年10月，彼得·汀克萊傑加盟並聲演角色菲爾·郝野人（Phil Betterman）。2019年10月，夢工廠透露凱莉·瑪麗·陳將取替丹寧絲成為棠棠的配音員。

## 發行
《古魯家族：新石代》由環球影業於2020年11月25日在美國上映，然後在聖誕節發行VOD。此前，上映日期曾定於2017年11月3日、2017年12月22日、2020年9月18日和2020年12月23日。

### 評價
爛番茄根據158條評論，持有77%的新鮮度，平均得分6.4／10，觀眾投票獲得94%的分數，平均得分為4.6／5。在Metacritic上，電影獲得56分。

### 票房
| 上一届： 《換人殺砍砍》 | 2020年美國週末票房冠軍 第48-50週 | 下一届： 《魔物獵人》       |
| 上一届： 《細物警探》   | 2021年美國週末票房冠軍 第7-8週   | 下一届： 《湯姆貓與傑利鼠》 |